# Mia Dimšić
Mia Dimšić (Eszék, 1992. November 7. – ) horvát énekesnő. Ő képviselte Horvátországot a 2022-es Eurovíziós Dalfesztiválon Guilty Pleasure című dalával. Az első elődöntőben a tizenegyedik helyen végzett, így nem jutott tovább a döntőbe.

## Zenei karrierje
Karrierje 2014-ben kezdődött.

## Diszkográfia
- Život nije siv (2017)
- Božićno jutro (2017)
- Sretan put (2019)

## Fordítás
- Ez a szócikk részben vagy egészben  a   Mia Dimšić című német Wikipédia-szócikk fordításán alapul.  Az eredeti cikk szerkesztőit annak laptörténete sorolja fel. Ez a jelzés csupán a megfogalmazás eredetét és a szerzői jogokat jelzi, nem szolgál a cikkben szereplő információk forrásmegjelöléseként.